# Ophiomyia similata
Ophiomyia similata este o specie de muște din genul Ophiomyia, familia Agromyzidae. A fost descrisă pentru prima dată de Malloch în anul 1918. Conform Catalogue of Life specia Ophiomyia similata nu are subspecii cunoscute.